# バンバン・ビガロ
バンバン・ビガロ（Bam Bam Bigelow、本名：Scott Charles Bigelow、1961年9月1日 - 2007年1月19日）は、アメリカ合衆国のプロレスラー。ニュージャージー州アズベリー・パーク出身。
ビースト・フロム・ジ・イースト（Beast from the East）の異名を持つ巨漢レスラーとして活躍し、日本では「刺青獣」などの異名で呼ばれた。

## 来歴
プロレスラー養成所のモンスター・ファクトリーを経て、1985年12月にクラッシャー・ユーコフ（Crusher Yurkof）のリングネームでデビュー。巨漢の新鋭ヒールとして、テネシー州メンフィスのCWAではジェリー・ローラーやオースチン・アイドル、テキサス州ダラスのWCCW / WCWAではケビン・フォン・エリックやトニー・アトラス、さらにはブルーザー・ブロディとも対戦してキャリアを積んだ。1986年10月20日にはWCWA認定のTV王座を獲得、タイトル初戴冠を果たした。
1987年1月、クラッシャー・バンバン・ビガロ（"Crusher" Bam Bam Bigelow）のリングネームで新日本プロレスに初来日。当初はモンスター・ファクトリーの主宰者である元プロレスラーのラリー・シャープをマネージャーとして帯同していた。初来日時の2月5日には両国国技館において、アントニオ猪木と初のシングルマッチを行い反則負け。再来日時の4月20日には前田日明を破り、4月23日にはマネージャーのシャープとの遺恨アングルを持つディック・マードックとも対戦。3度目の来日時の8月2日には猪木のIWGPヘビー級王座に挑戦した。スキンヘッドにまで施された刺青や、炎をあしらった全身コスチュームをトレードマークに、巨体に似合わぬ軽快な身のこなしで側転をするパフォーマンスなどで「動けるデブ」として日本のファンに認知された。
新日本プロレスで活動中の1987年5月より、バンバン・ビガロ（Bam Bam Bigelow）としてWWF（現：WWE）に単発参戦。トニー・ガレア、ポール・ローマ、ラニー・ポッフォ、サム・ヒューストンなどから勝利を収める。同年下期からはサー・オリバー・フンパーディンクをマネージャーに迎え、ベビーフェイスに転向してWWFへのレギュラー参戦を開始。ハルク・ホーガンのタッグパートナーにも起用され、キラー・カーン、キングコング・バンディ、ワンマン・ギャング、そしてアンドレ・ザ・ジャイアントとの巨漢対決も実現した。
1988年7月にWWFを離脱してからは、再び新日本プロレスを活動拠点にビッグバン・ベイダーと抗争を展開。試合巧者ぶりを見込まれ、1989年4月24日には東京ドームにおいて、ソビエト連邦のレスリング界からプロに転向したレッドブル軍団のリーダー格、サルマン・ハシミコフの初戦の相手を務めた。1990年2月10日には大相撲の元横綱、北尾光司のデビュー戦にも起用されている。同年6月には全日本プロレスにも5試合のみ参戦し、デイビーボーイ・スミスと組んでのテリー・ゴディ&スティーブ・ウィリアムスとの対戦や、スタン・ハンセンとのタッグチーム（三沢光晴&小橋健太に勝利）も実現。6月8日の日本武道館大会では川田利明とのシングルマッチで勝利を収めた。
主戦場の新日本プロレスでは1991年2月5日にスコット・ノートン、12月16日にトニー・ホームとシングルマッチで対戦。当初は敵対していたベイダーともスーパーヘビー級のコンビを組み、1992年3月1日に武藤敬司&馳浩からIWGPタッグ王座を奪取、6月26日にリック&スコットのスタイナー・ブラザーズに敗れるまでタイトルを保持した。同年10月を最後に新日本プロレスを離れて以降、日本ではWARやFMW、アメリカではWWFをはじめECWやWCWなど各団体に参戦する。
WWFでは1993年からの再登場時は本来のヒールに戻り、1月24日のロイヤルランブル'93ではビッグ・ボスマンに勝利。以降、テッド・デビアス率いるミリオンダラー・コーポレーションの主力として、ランディ・サベージ、ブレット・ハート、ジ・アンダーテイカーらトップスターと対戦。怪奇派女子プロレスラーのルナ・バションとのカップルも実現した。1995年には、当時ディーゼルが保持していたWWF世界ヘビー級王座に再三挑戦。同年4月2日のレッスルマニアXIでは、メインイベントで元NFLのスーパースター、ローレンス・テイラーを相手に試合を行った。
その間、1994年7月17日には両国国技館で行われたWARの2周年記念大会に参戦して、天龍源一郎&大仁田厚とのトリオで6人タッグマッチ・トーナメントに出場。決勝で阿修羅・原、新崎人生、ジョン・テンタ組を破り優勝を果たした。
WWF離脱後の1996年11月17日、有明コロシアムで行われたU-JAPANのメインイベントにおいて、キモと総合格闘技ルールで対戦。「入れ墨対決」として話題を呼んだが、開始2分15秒にチョークスリーパーで敗退した。
ECWでは1997年10月16日にシェーン・ダグラスからECW世界ヘビー級王座を奪取。スパイク・ダッドリーやタズとも抗争を展開した。1998年4月にはFMWに来日して、スーパー・レザーや田中将斗と対戦した。
WCWでは同郷のダイヤモンド・ダラス・ペイジやクリス・キャニオンとジャージー・トライアッド（Jersey Triad）なるユニットを結成。1999年5月31日に獲得したWCW世界タッグ王座を、かつてのファビュラス・フリーバーズなどと同様に3者共有のものとした。ハードコア戦線でも活躍し、2000年2月7日にブライアン・ノッブスからWCWハードコア王座を奪取している。
2000年7月、火事に巻き込まれた近所の子供を大火傷を負いながらも救助した。その後遺症もあり40歳を過ぎてからセミリタイア状態となり、ハンバーガー店の経営などに携わっていたが、2005年10月にバイク事故を起こし鼻骨を骨折。同乗していた恋人の女性が意識不明の重体になるアクシデントに見舞われた。女性がヘルメットを着用していなかったために、警察からは殺人罪に問われるも彼女は快方へと向かい嫌疑も晴れる。しかし、これを機にプロレスからは完全引退した。
2007年1月19日、フロリダ州ハドソンの自宅で死去。45歳没。死因は不明となっている。

## 追記
- 非常にプロレスが上手い選手として知られ、キャリアや技術の未熟な相手と対戦しても、相手の良さを引き出して試合を作り上げる実力があった。前述の通り、新日本プロレスではサルマン・ハシミコフや北尾光司のデビュー戦をはじめ[15][16]、トニー・ホームの日本におけるプロレス転向初戦においてジョブを果たした[41]。WWFでも試合巧者としての能力を買われ、レッスルマニアXIにおけるローレンス・テイラー戦が実現した[12]。
- 1980年代後半にWWFを共にサーキットしたダイナマイト・キッドもビガロの実力を高く評価しており「あれほどの大男にしては非常に機敏で、才能のある素晴らしいレスラーだった」などと自著で記している[12]。
- ポール・ヘイマンは学生時代からの友人である。
- 1992年にカナダで製作された低予算の刑事アクション映画『コブラ・キラー3 刺青の掟』（Snake Eater III: His Law）に出演している[42]。
- 『とんねるずのみなさんのおかげです』のコーナードラマ「仮面ノリダーV2」に「バンバンビガロ大佐」として出演。出演は第1話のみだが、主題歌にも敵組織「ゲロジョッカー」と並び名前が登場している（これも第1話のみ）。

## 得意技
- グリーティングス・フロム・アズベリー・パーク（Greetings from Asbury Park）[43]
  - 変形リバース・パイルドライバー
- バンバンサルト（Bam Bamsault）[43]
  - ローリング・ムーンサルト
- ニュークリア・スプラッシュ（Nuclear Splash）[12]
- ワム・バム・サンキュー・マム（Wham, Bam, Thank You Ma'am）[43]
- ミリタリー・プレス・スラム
- パワースラム
- ドロップキック
- エンズイギリ

## 獲得タイトル
ワールド・クラス・レスリング・アソシエーション
- WCWA TV王座 : 1回[5]

新日本プロレス
- IWGPタッグ王座 : 1回（w / ビッグバン・ベイダー）[20]

WAR
- WAR世界6人タッグ王座 : 1回（w / 冬木弘道&安生洋二）[44]

エクストリーム・チャンピオンシップ・レスリング
- ECW世界ヘビー級王座 : 1回[30]
- ECW世界TV王座 : 1回

ワールド・チャンピオンシップ・レスリング
- WCW世界タッグ王座 : 2回（w / ダイヤモンド・ダラス・ペイジ、キャニオン）[35]
- WCWハードコア王座 : 1回[36]

NWAノースイースト
- NWA北東ヘビー級王座 : 1回

ユニバーサル・スーパースターズ・オブ・アメリカ
- USAヘビー級王座 : 1回

USAプロ・レスリング
- USAプロ・ヘビー級王座 : 2回

## 総合格闘技での戦績
| 総合格闘技 戦績 | 総合格闘技 戦績 | 総合格闘技 戦績 | 総合格闘技 戦績 | 総合格闘技 戦績 | 総合格闘技 戦績 | 総合格闘技 戦績 |
| --------------- | --------------- | --------------- | --------------- | --------------- | --------------- | --------------- |
| 1 試合          | (T)KO           | 一本            | 判定            | その他          | 引き分け        | 無効試合        |
| 0 勝            | 0               | 0               | 0               | 0               | 0               | 0               |
| 1 敗            | 0               | 1               | 0               | 0               | 0               | 0               |

| 勝敗 | 対戦相手 | 試合結果                   | 大会名                               | 開催年月日     |
| ×    | キモ     | 1R 2:15 チョークスリーパー | THE U-JAPAN SUPER FIGHTING '96 VOL.1 | 1996年11月17日 |